# Grupo Imagen
A Grupo Imagen é um conglomerado de mídia mexicano de propriedade do Grupo Empresarial Ángeles, é conhecido por seu conteúdo de notícias em México através do jornal Excélsior, a estação de rádio Imagen Radio e Imagen Digital, É conhecida por seus canais de televisão Imagen Televisión e Excélsior TV.

## História
O Grupo Imagen tem suas raízes na fundação da XEDA-AM em 18 de junho de 1936, Esta estação foi adquirida por José Luis Fernández Soto em 1962, e no mesmo ano, Fernández Soto fundou o Grupo Imagen Comunicación en Radio, que se tornou o operador de XEDA-AM e XEDA-FM. Em 1963, o Grupo Imagen dobrou de tamanho com a aquisição da Radio Metropolitana e seu cluster XELA-AM-FM. Com essas quatro emissoras, o Grupo Imagen passou a formar uma ampla programação. Enquanto a XEDA-FM permaneceu o carro-chefe da Imagen com um formato de conversa e a XELA-AM continuou com sua programação de música clássica de longa data, as outras duas estações mudaram os conceitos de programação com frequência. Na década de 1980, XELA-FM tornou-se XHDL-FM "Dial FM", mudando os formatos para rock como "Radioactivo" na década de 1990. 
A década de 1990 também viu a venda da XEDA-AM, então portadora de rock para a Rádio S.A., que mudou o formato para falar. Nesse mesmo ano, também houve uma aliança entre a MVS Radio e a Imagen para operar suas estações na Cidade do México: o grupo reuniu XELA-AM, XEDA-FM e XHDL-FM da Imagen com XHMVS-FM 102.5 e XHMRD-FM 104.9 da MVS. Quando esta parceria terminou em 2001, a Imagen relançou a XEDA com uma nova equipe de notícias. Em 2002, Imagen abandonou o formato clássico de longa data de XELA e mudou a estação para esportes como XEITE-AM (prontamente vendendo em agosto daquele ano), e 2004 viu Imagen abandonar o formato de música XHDL para as notícias "Reporte 98.5". 
O Grupo Imagen foi comprado pelo Grupo Empresarial Ángeles, de Olegario Vázquez Raña, em 2003 por US$ 50 milhões. Sob a propriedade da GEA, o Imagen se tornou um dos maiores conglomerados de mídia do país: comprou emissoras em todo o país, começou a distribuir sua programação de entrevistas para interior do México, e fez uma mudança para a televisão com a aquisição do canal XHRAE-TV 28 Cidade do México. XHRAE foi renomeado XHTRES "cadenatres". Também em 2006, a Imagen comprou o jornal Excélsior por 585 milhões de pesos e renovou sua marca. 
No meio de 2010 o Grupo mudou sua denominação para o Grupo Imagen Multimedia, mismo que mantuvo tem finais de setembro de 2016. Com o lançamento do novo canal de televisão e o crescimento do Grupo, atualmente se chama Grupo Imagen e todas as suas áreas de negociação mudarán para o novo edifício corporativo localizado na Avenida Universidad, Ciudad Imagen localizado ao sul da Cidade do México.

## Rádio
O Grupo Imagen é concessionário de várias emissoras de rádio e possui diversas emissoras afiliadas no México, Estados Unidos e em partes da Europa.
Na Cidade do México, o Grupo Imagen possui a Rádio XEDA-FM 90.5 (mais conhecido como Imagen Radio) Imagen com formato talk. Ambos os formatos são transmitidos em outras estações, ambas de propriedade e operadas pela Imagen e afiliadas. 
Duas estações regionais mexicanas, com a marca "La Caliente", e XHLTN-FM "Radio Latina" em Tijuana completam o portfólio de rádio da Imagen.

## Televisão
O primeiro canal de televisão que o Grupo Imagen operou foi o canal de notícias de TV paga, Imagen Informativa, que foi transmitido anteriormente na SKY pelo canal 108 entre 2000 e 2002. 
Foi adquirido o canal de televisão aberta XHRAE Canal 28 da Cidade do México, que operaria sob o indicativo XHTRES-TDT, transmitiu o sinal Cadenatres de 2007 a 2015 no canal 28 com o que esperava se tornar o terceiro concorrente da televisão comercial aberta, fechou em 2015 para depois criar Imagen Televisión 
Em 2013, a Imagen lançou a Excélsior TV na televisão digital aberta (como subcanal do XHTRES-TDT) e nos sistemas de TV paga; um canal especializado em noticiários, semelhantes aos formatos operados por Milenio Televisión do Grupo Multimedios, Foro TV da Televisa e ADN 40 da TV Azteca. 
O canal foi relançado em 2015 para substituir Cadenatres no canal 28 e 27.1, embora as afiliadas da Cadenatres não se tornaram afiliadas da Excélsior TV. 
Em 2015, 125 emissoras foram concedidas no território mexicano para transmitir o novo canal chamado Imagen Televisión, sua programação é principalmente novela estrangeiras e notícias, concorre com o canal Las Estrellas da Televisa e o canal Azteca Uno da TV Azteca.

## Jornal
O jornal Excélsior, do Grupo Imagen, é o segundo mais antigo da Cidade do México e tem circulação nacional.

## Outras participações
Em 2012, aliou-se com a empresa InventMx para fortalecer sua estratégia digital.  Em junho de 2016, o Crecimiento do Grupo Imagen gerou uma aliança digital com o The Huffington Post para realizar o portal HuffPost México, em março de 2019 o local HuffPost México cerrou de manera sorpresiva. Desde o final de setembro do mismo año, InventMx se denomina Imagen Digital.
Em maio de 2014, o Grupo Imagen comprou o Querétaro F.C., clube de futebol da Liga MX fora da administração do governo, isso ocorreu depois que o proprietário anterior do time foi investigado por fraude bancária. além de ter 30% dos direitos do time de futebol Cimarrones de Sonora. 